# Tertius d'Iconium
Pour les articles homonymes, voir Tertius.
Tertius d'Iconium (aussi appelé Tertios ou Terentius) est un disciple de Paul qu'il accompagna dans son activité apostolique. Rédacteur de l'Épître aux Romains, il serait également l'un des septante disciples de Jésus et devint le deuxième évêque d'Iconium.

## Biographie
Tertius serait l'un des septante disciples, mentionnés dans l'Évangile selon Luc, envoyés par Jésus pour répandre la Bonne Nouvelle. Il succéda à Sosipater et fut institué évêque d'Iconium, et poursuivit l'évangélisation de la ville.

Il est le rédacteur de l'Épître aux Romains qu'il a transcrit sous la dictée de Paul de Tarse : 

« Je vous salue au nom du Seigneur, moi Tertius, qui ai écrit cette lettre. »

— Rm 16,22
Selon la Tradition, Tertius termina son apostolat par le martyre : le supplice des épines.

## Calendrier liturgique
Tertius est célébré par les Églises chrétiennes le 30 octobre.